# Гроза (канонерка)
«Гроза» — монитор российского и советского флота типа «Шквал»; один из восьми мониторов этого типа. В 1914-1915 гг. с корабля сняли артиллерию и механизмы. Во время Гражданской войны захвачена японскими интервентами, затем, в 1920 году, брошена ими в Хабаровске. 
По одним данным, 23.12.1921 взорвана экипажем в Хабаровске во избежание захвата японцами и позже не восстанавливалась. 
По другим - села на мель против Хабаровска, корпус переломился при зимнем снижении уровня воды, затем повреждена ледоходом.